# باتريك ك. أوبراين
باتريك ك. أوبراين (بالإنجليزية: Patrick O'Brien)‏ هو مؤرخ بريطاني، ولد في 12 أغسطس 1932.